# Bank dla Handlu i Przemysłu
Bank dla Handlu i Przemysłu – bank z siedzibą w Warszawie, prowadzący działalność przed I wojną światową i w okresie międzywojennym.

## Historia
Bank dla Handlu i Przemysłu został utworzony w 1910 w wyniku reorganizacji jednego z Towarzystw Wzajemnego Kredytu. Był bankiem o częściowym kapitale żydowskim. W 1923 Bank zajmował pierwsze miejsce w Polsce pod względem sumy bilansowej. W 1924 doszło do fuzji z Bankiem Kredytowym. Próbowano naprawić sytuację przez fuzję z Warszawskim Bankiem Zjednoczonym, jednak nieskutecznie. W 1925 bank dysponował największą liczbą oddziałów w kraju – ponad 90, m.in. w Gdańsku (Bank für Handel und Industrie in Warschau) przy Langgasse 67 (ob. ul. Długa) (1922), następnie przy Reitbahn 18 (ul. Bogusławskiego) (1925−1927). W latach 1924−1926 bank był współwłaścicielem Banku Gdańskiego. 
W latach 1921−1925 siedziba banku mieściła się w Warszawie przy ul. Traugutta 8.  
W 1932 bank został postawiony w stan likwidacji.